# Leichtathletik-Länderkämpfe mit bundesdeutscher Beteiligung 1971
| Leichtathletik-Länderkämpfe mit bundesdeutscher Beteiligung 1971 | Leichtathletik-Länderkämpfe mit bundesdeutscher Beteiligung 1971 | Leichtathletik-Länderkämpfe mit bundesdeutscher Beteiligung 1971 | Leichtathletik-Länderkämpfe mit bundesdeutscher Beteiligung 1971 |
| ---------------------------------------------------------------- | ---------------------------------------------------------------- | ---------------------------------------------------------------- | ---------------------------------------------------------------- |
|                                                                  |                                                                  |                                                                  |                                                                  |
| 1. Länderkampf 1971, Straßenlauf (Männer): NLD – FRG – SUI       |                                                                  |                                                                  |                                                                  |
| Gemeinde Beek 5. Juni 1971                                       | Gemeinde Beek 5. Juni 1971                                       | 1. FRG 2. NLD 3. SUI                                             | 8:32:23 h 8:41:18 h 8:48:16 h                                    |
| 2. Länderkampf 1971, Zehnkampf (Männer): ROU – FRG – POL         |                                                                  |                                                                  |                                                                  |
| Cluj-Napoca 5./6. Juni 1971                                      | Cluj-Napoca 5./6. Juni 1971                                      | 1. FRG 2. POL 3. ROU                                             | 38.002 P 36.541 P 35.056 P                                       |
| 3. Länderkampf 1971, Frauen: FRG – ROU                           |                                                                  |                                                                  |                                                                  |
| Geretsried 12. Juni 1971                                         | Geretsried 12. Juni 1971                                         | 1. FRG 2. ROU                                                    | 87 P 53 P                                                        |
| 4. Länderkampf 1971, Marathon (Männer): GBR – FRG A – FRG B      |                                                                  |                                                                  |                                                                  |
| Manchester 13. Juni 1971                                         | Manchester 13. Juni 1971                                         | 1. GBR 2. FRG A 3. FRG B                                         | 6:44:28 h 7:07:15 h 7:12:07 h                                    |
| 5. Länderkampf 1971, Fünfkampf (Frauen): FRG A – FRG B – NLD     |                                                                  |                                                                  |                                                                  |
| Gummersbach 13. Juni 1971                                        | Gummersbach 13. Juni 1971                                        | 1. NLD 2. FRG A 3. FRG B                                         | 18.879 P 18.687 P 17.207 P                                       |
| 6. Länderkampf 1971, Geher (Männer): FRA – FRG – SUI             |                                                                  |                                                                  |                                                                  |
| Vittel 19./20. Juni 1971                                         | Vittel 19./20. Juni 1971                                         | 1. FRG 2. FRA 3. SUI                                             | 47 P 31 P 14 P                                                   |
| 7. Länderkampf 1971, Männer: FRG – BEL                           |                                                                  |                                                                  |                                                                  |
| Ingolstadt 17. Juli 1971                                         | Ingolstadt 17. Juli 1971                                         | 1. FRG 2. BEL                                                    | 115 P 95 P                                                       |
| 8. Länderkampf 1971, Männer: FRG – NLD                           |                                                                  |                                                                  |                                                                  |
| Münster 17. Juli 1971                                            | Münster 17. Juli 1971                                            | 1. FRG 2. NLD                                                    | 130 P 81 P                                                       |
| 9. Länderkampf 1971, Männer: GBR – FRG                           |                                                                  |                                                                  |                                                                  |
| London 28./30. August 1971                                       | London 28./30. August 1971                                       | 1. FRG 2. GBR                                                    | 118 P 94 P                                                       |
| 10. Länderkampf 1971, Frauen: GBR – FRG                          |                                                                  |                                                                  |                                                                  |
| London 28./30. August 1971                                       | London 28./30. August 1971                                       | 1. FRG 2. GBR                                                    | 81 P 54 P                                                        |
| 11. Länderkampf 1971, Zehnkampf (Männer): FRG – URS              |                                                                  |                                                                  |                                                                  |
| München 11./12. September 1971                                   | München 11./12. September 1971                                   | 1. URS 2. FRG                                                    | 68.087 P 67.979 P                                                |
| 12. Länderkampf 1971, Fünfkampf (Frauen): FRG – URS              |                                                                  |                                                                  |                                                                  |
| München 11./12. September 1971                                   | München 11./12. September 1971                                   | 1. URS 2. FRG                                                    | 24.334 P 24.252 P                                                |
| 13. Länderkampf 1971, Männer: URS – FRG                          |                                                                  |                                                                  |                                                                  |
| Kiew 18./19. September 1971                                      | Kiew 18./19. September 1971                                      | 1. URS 2. FRG                                                    | 114 P 98 P                                                       |
| 14. Länderkampf 1971, Frauen: URS – FRG                          |                                                                  |                                                                  |                                                                  |
| Kiew 18./19. September 1971                                      | Kiew 18./19. September 1971                                      | 1. FRG 2. URS                                                    | 68 P 67 P                                                        |
| 15. Länderkampf 1971, Frauen: DNK – FRG                          |                                                                  |                                                                  |                                                                  |
| Kongens Lyngby 19. September 1971                                | Kongens Lyngby 19. September 1971                                | 1. FRG 2. DNK                                                    | 83 P 52 P                                                        |
| 16. Länderkampf 1971, Männer: FRG – FIN                          |                                                                  |                                                                  |                                                                  |
| Wuppertal 22. September 1971                                     | Wuppertal 22. September 1971                                     | 1. FRG 2. FIN                                                    | 112,5 P 99,5 P                                                   |
| 17. Länderkampf 1971, Geher (Männer): GBR – FRG                  |                                                                  |                                                                  |                                                                  |
| London 25. September 1971                                        | London 25. September 1971                                        | 1. FRG 2. GBR                                                    | 25 P 19 P                                                        |
| 18. Länderkampf 1971, Zehnkampf (Männer): FRG – FRA – SUI        |                                                                  |                                                                  |                                                                  |
| Lörrach 9./10. Oktober 1971                                      | Lörrach 9./10. Oktober 1971                                      | 1. FRG 2. FRA 3. SUI                                             | 64 P 29 P 28 P                                                   |
| 19. Länderkampf 1971, Geher (Männer): SUI – FRG                  |                                                                  |                                                                  |                                                                  |
| Genf 10. Oktober 1971                                            | Genf 10. Oktober 1971                                            | 1. FRG 2. SUI                                                    | 16 P 6 P                                                         |
| Chronik                                                          |                                                                  |                                                                  |                                                                  |
| ← Länderkämpfe 1970                                              | ← Länderkämpfe 1970                                              | Länderkämpfe 1972 →                                              | Länderkämpfe 1972 →                                              |

Im Jahr 1971 wurden neunzehn Leichtathletikländerkämpfe mit bundesdeutscher Beteiligung ausgetragen. Damit wurde die Höchstzahl der Jahre 1961 und 1969 um zwei Ländervergleiche übertroffen.
Nicht aufgeführt sind der sogenannte „Lugano-Cup“, ein Weltcup der Geher unter dem Dach des Weltleichtathletikverbands (früher: IAAF), sowie der ab 1965 unter Regie des Europäischen Leichtathletikverbands durchgeführte Leichtathletik-Europacup. Hier handelt es sich um Veranstaltungen, die als eigene Wettbewerbe ähnlich wie auch der Leichtathletik-Continentalcup (ab 1977) und der Geher-Europacup (ab 1996) außerhalb der üblichen Länderkämpfe durchgeführt wurden.
Aufgeführt sind hier die Länderkämpfe bundesdeutscher Leichtathleten. Die Sportler der DDR führten nach der deutschen Teilung im Jahr 1949 eigene Veranstaltungen durch.
Zum ersten Mal wurde ein Marathonlauf als alleinige Disziplin in einem Länderkampf ausgetragen. Zehn der Vergleiche in dieser Saison bestanden aus dem allgemeinen leichtathletischen Programm. In den anderen neun Begegnungen standen die Wettbewerbsbereiche Mehrkampf, Gehen, Straßenlauf und Marathonlauf auf dem Programm. Die Frauen bestritten sechs Vergleiche, die Männer dreizehn.
Von den Frauenbegegnungen fanden zwei im Fünfkampf statt, die anderen vier mit einer Mischung allgemeiner leichtathletischer Disziplinen.
Drei der Männerbegegnungen wurden von den Zehnkämpfern bestritten, ebenfalls drei von den Gehern sowie je einer von den Straßenläufern und den Marathonläufern. Die restlichen fünf Aufeinandertreffen der Männer fanden als Veranstaltungen allgemeiner leichtathletischer Disziplinen statt.

## Saisonhöhepunkt
Der Fokus im Jahr 1971 lag auf den vom 10. bis 15. August in Helsinki ausgetragenen Europameisterschaften. Allerdings rückten auch die im kommenden Jahr als Heimveranstaltung für die Bundesrepublik Deutschland auf dem Programm stehenden Olympischen Spiele mehr und mehr in den Fokus. Bei den Europameisterschaften belegten die bundesdeutschen Leichtathleten hinter den beiden dominierenden Nationen DDR und UdSSR den dritten Platz in der Medaillenwertung. Mit fünf Gold-, sieben Silber- und fünf Bronzemedaillen konnte diese Veranstaltung als Erfolg für die Bundesrepublik gewertet werden.

## Bilanz
In der Saison 1971 gab es für die bundesdeutschen Männer in ihren dreizehn Länderkämpfen drei Niederlagen:
- Marathonlauf-Länderkampf eines bundesdeutschen A- und eines B-Teams gegen Großbritannien am 13. Juni in Manchester (Plätze zwei und drei für die beiden bundesdeutschen Mannschaften)
- Zehnkampf-Länderkampf gegen die Sowjetunion am 11./12. September in München
- Länderkampf gegen die Sowjetunion am 18./19. September in Kiew

Die weiteren zehn Männerbegegnungen entschieden die bundesdeutschen Athleten für sich. Die Männer hatten damit am Ende der Saison in ihren seit dem ersten Länderkampf 1921 in insgesamt 266 Vergleichen 214 Siege und drei Unentschieden erzielt sowie 49 Niederlagen erlitten. Nur gegen die USA hatte es nach wie vor keinen Erfolg gegeben.
Die Frauen erlitten in ihren sechs Länderkämpfen dieser Saison zwei Niederlagen:
- Fünfkampf-Länderkampf eines bundesdeutschen A- und eines B-Teams gegen die Niederlande am 13. Juni in Gummersbach (Plätze zwei und drei für die beiden bundesdeutschen Teams)
- Fünfkampf-Länderkampf gegen die Sowjetunion am 11./12. September München

Ihre weiteren vier Begegnungen beendeten die bundesdeutschen Leichtathletinnen siegreich. Damit hatten sie seit dem ersten Frauenländerkampf 1928 in 86 Aufeinandertreffen jetzt insgesamt 64 Siege errungen, ein Unentschieden erzielt und 21 Niederlagen hinnehmen müssen. Eine negative Bilanz hatten sie gegenüber England, der Sowjetunion und dem Britischen Empire, alle anderen Bilanzen waren positiv.
In der Gesamtsumme aller ihrer Länderkämpfe hatten die deutschen Leichtathleten von 352 Vergleichen 278 gewonnen, siebzig verloren und vier Unentschieden erzielt. Neun der Niederlagen stammten dabei aus zweiten Plätzen in Begegnungen mit mehr als zwei Nationen.

## Verschiedene Formen von Länderkämpfen
Weiterhin gab es vier verschiedene Arten von Länderkämpfen:
1. Vergleiche mit einer Mischung von Disziplinen aus dem allgemeinen leichtathletischen Programm
Jede Nation war in der Regel mit zwei Athleten je Disziplin vertreten. Bei den Männern waren hier zwanzig Wettbewerbe zum Standard geworden. Aus dem olympischen Wettbewerbskatalog fehlten dabei in der Regel nur der Marathonlauf, die beiden Gehwettbewerbe und der Zehnkampf. Der Länderkampfdisziplinkatalog bei den Frauen hatte bis 1968 standardmäßig aus elf Disziplinen bestanden und war mit den damals bei Olympischen Spielen angebotenen Frauenwettbewerben identisch. Von 1969 an gab es hier Veränderungen: (1) Mit dem 1500-Meter-Lauf sowie der 4-mal-400-Meter-Staffel wurden zwei neue Wettbewerbe, die bei den Europameisterschaften 1969 in das Programm aufgenommen worden waren, mit in den Katalog der Frauenländerkämpfe integriert. Damit erhöhte sich die Zahl der Disziplinen auf dreizehn. (2) Der 80-Meter-Hürdenlauf war ab 1969 überall durch den 100-Meter-Hürdenlauf ersetzt worden. Das war auch bei den Länderkämpfen der Fall. In seltenen Fällen gab es sowohl bei den Frauen als auch bei den Männern Abweichungen vom Standard in Form von Hinzunahme oder Weglassen einzelner Disziplinen. Manchmal waren nach Absprache der beteiligten Länder auch drei Athleten je Disziplin vertreten. In Fällen mit mehr als zwei beteiligten Ländern startete in der Regel meist nur ein Athlet je Wettbewerb.
2. Vergleiche im Mehrkampf – bei den Frauen im Fünfkampf, bei den Männern im Zehnkampf
Die Zahl der Vertreter je Land war dabei nicht standardisiert. In der Regel wurden von den gestarteten Teilnehmern nicht alle gewertet. Bei vier Vertretern je Disziplin beispielsweise wurden meist die drei Besten gewertet.
3. Vergleiche der Geher
Diese Begegnungen wurden in Form von Straßengehen ausgetragen. Es kamen zwei Disziplinen zur Austragung, ein Wettkampf über 20 Kilometer und ein Wettkampf über eine längere Distanz, die manchmal über 35 und manchmal über 50 Kilometer führte. Bezüglich der Teilnehmerzahl je Land und Wettbewerb wurde verfahren wie in den Mehrkämpfen.
4. Vergleiche im Straßenlauf
Ausgetragen wurde ein Rennen über dreißig Kilometer. Auch hier wurde bezüglich der Teilnehmerzahl je Land verfahren wie in den Mehrkämpfen.
5. Hinzu kam in dieser Saison ein Vergleich im Marathonlauf.
Bezüglich der Teilnehmerzahl je Land wurde hier ebenfalls verfahren wie in den Mehrkämpfen.

## Wertungsmodus
Die Regeln zur Punktevergabe wurden ohne Ausnahme nach dem üblichen Wertungssystem angewendet. In den Einzeldisziplinen lautete der Standard der Punktevergabe: Platz 1: 5 P, Pl. 2: 3 P, Pl. 4: 1 P. In den Staffeln wurden nach dem Standard fünf zu zwei Punkte vergeben. In weiteren Begegnungen mussten aufgrund anderer Rahmenbedingungen – mehr als zwei Teilnehmer je Nation in der Wertung oder mehr als ein Gegnerland – andere Regeln zur Punktevergabe zur Anwendung kommen. In den Mehrkämpfen wurden die Begegnungen entweder wie in anderen Begegnungen über die Platzierungen oder die Addition der im Wettkampf erzielten Punkte gewertet. Ähnlich wurde in den Straßenlauf-Länderkämpfen verfahren. Dort wurde entweder über die Platzierungen oder über die Addition der erzielten Zeiten gewertet.

## Besonderheiten
An einem Tag, dem 17. Jui, trugen die bundesdeutschen Männer zwei Länderkämpfe gleichzeitig an zwei verschiedenen Orten gegen zwei verschiedene Gegner aus. Dort mussten sie folgerichtig zwei verschiedene Teams für die Aufeinandertreffen zusammenstellen. Gegner waren Belgien in Ingolstadt sowie die Niederlande in Münster. Beide Begegnungen konnten die bundesdeutschen Teams siegreich beenden.
Auch die bundesdeutschen Frauen hatten es einmal mit zwei gegnerischen Teams gleichzeitig zu tun. Am 18./19. September traten sie in Kiew mit ihrer stärksten Besetzung gegen die Sowjetunion an. Am 19. September trafen sie mit Leichtathletinnen aus der zweiten Reihe in Kongens Lyngby auf Dänemark. Auch die bundesdeutschen Frauen entschieden diese beiden Aufeinandertreffen für sich.

## Straßenlauf-Länderkampf der Männer gegen die Niederlande und die Schweiz
Den ersten Vergleich Länderkampfjahres 1971 bestritten die bundesdeutschen Straßenläufer am 5. Juni in der niederländischen Gemeinde Beek. Es war schon die neunte Begegnung der drei Länder in einem Straßenlauf. In sämtlichen vorangegangenen Aufeinandertreffen seit 1963, als Luxemburg als vierte Nation dabei gewesen war, hatte das bundesdeutsche Team vorne gelegen. Die Niederlande hatten von 1963 bis 1965 sowie von 1967 bis 1970 jeweils den zweiten Platz belegt. Die bundesdeutschen Läufer trugen mit einem Vorsprung von knapp neun Minuten vor den wieder zweitplatzierten Niederländern erneut den Sieg davon. Weitere knapp sieben Minuten zurück belegte die Schweiz wie fast immer den dritten Platz.

## Zehnkampf-Länderkampf der Männer gegen Rumänien und Polen
Im zweiten Vergleich des Jahres 1971 kam es in einem Zehnkampf zwischen der Bundesrepublik Deutschland, Rumänien und Polen zu einer weiteren Premiere, denn in dieser Konstellation trafen sich die drei Nationen zum ersten Mal. Die Begegnung wurde am 5./6. Juni im rumänischen Ort Cluj-Napoca ausgetragen. Das bundesdeutsche Team lag am Ende bei 38.002 Punkten mit einem deutlichen Vorsprung vorn. Mit einem Rückstand von 1461 Punkten wurde die Mannschaft aus Polen Zweiter. Weitere 3485 Punkte zurück folgte Rumänien auf dem dritten Platz.

## Leichtathletik-Länderkampf der Frauen gegen Rumänien
Im dritten Länderkampf der Saison trafen die bundesdeutschen Frauen zum zweiten Mal auf Rumänien. Die Begegnung fand am 12. Juni in Geretsried statt. Den ersten Vergleich zwei Jahre zuvor im rumänischen Constanța hatten die bundesdeutschen Frauen klar für sich entschieden. Hier in Geretsried fiel der Sieg der Bundesrepublik mit 87 zu 53 Punkten noch deutlicher aus als in Constanța.

## Marathonlauf-Länderkampf der Männer mit einem A- und einem B-Team gegen Großbritannien
Zum ersten Mal wurde in der vierten Begegnung dieser Saison ein reiner Marathonlauf als Länderkampf durchgeführt. In Manchester wurde am 13. Juni der sogenannte Maxoj-Marathon als internationale Veranstaltung ausgetragen, in dem 181 Läufer das Ziel erreichten. Im Rahmen dieses Rennens traten ein britisches sowie ein bundesdeutsches A- und B-Team an, von denen die jeweils besten drei Läufer für den Marathonlauf-Ländervergleich gewertet wurden. Die Briten erzielten in Addition ihrer drei Einzelzeiten 6:44:28 h und siegten damit sehr deutlich mit einem Vorsprung von 22:47 min vor dem Team Bundesrepublik Deutschland A. Die bundesdeutsche B-Mannschaft belegte weitere 4:52 min dahinter den dritten Platz.

## Fünfkampf-Länderkampf der Frauen mit einem A- und einem B-Team gegen die Niederlande
Der Länderkampf Nummer fünf sollte eigentlich eine Wiederholung des im Vorjahr erstmals ausgetragenen Aufeinandertreffens der Fünfkämpferinnen zwischen den Niederlanden, Frankreich und der Bundesrepublik sein. In der niederländischen Gemeinde Uden hatte im letzten Jahr die Niederlande vor der Bundesrepublik Deutschland gewonnen. Die Französinnen sagten diesmal allerdings ab und es sprang ein bundesdeutsches B-Team ein. Die diesjährige Begegnung wurde am 13. Juni in Gummersbach ausgetragen. Auch in diesem Jahr setzten sich die Niederländerinnen am Ende mit diesmal 18.879 Punkten durch. Das bundesdeutsche A-Team erzielte auf Rang zwei 18.687 Punkte und das B-Team kam mit 17.207 Punkten auf den dritten Platz.

## Geher-Länderkampf der Männer gegen Frankreich und die Schweiz
Bereits zum fünften Mal trafen die bundesdeutschen Geher im sechsten Länderkampf des Jahres 1971 auf Frankreich und die Schweiz. Die vier vorangegangenen Begegnungen hatte die Bundesrepublik Deutschland gewonnen. Der diesjährige Vergleich wurde am 19./20. Juni in der französischen Stadt Vittel ausgetragen. Und auch jetzt siegten die bundesdeutschen Geher mit 47 erzielten Punkten vor Frankreich (31 Punkte) und der Schweiz (14 P).

## Leichtathletik-Länderkampf der Männer gegen Belgien
Die letzte Begegnung mit Belgien in einem Zweiländerkampf hatte 1939 stattgefunden, lag also schon 32 Jahre zurück. Sie war wegen des Zweiten Weltkriegs, der wenige Tage später ausbrechen sollte, abgebrochen worden. Zwischenzeitlich hatte Belgien an einigen Ländervergleichen mit mehr als zwei Teilnehmern teilgenommen, zuletzt 1968. In all diesen Aufeinandertreffen hatte Deutschland ganz vorn gelegen und auch in diesem Jahr am 17. Juli in Ingolstadt war Belgien unterlegen. Die Begegnung mit Belgien wurde als siebter Länderkampf der Saison 1971 ausgetragen. Die Bundesrepublik siegte mit 115 zu 95 Punkten. Am selben Tag fand in Münster noch ein weiterer Vergleich der bundesdeutschen Männer statt, sodass die Mannschaft zwei verschiedene Teams stellen musste. Gegner in Münster waren die Niederlande.

## Leichtathletik-Länderkampf der Männer gegen die Niederlande
Im achten Vergleich traten die Männer am 17. Jui gegen die Niederlande in Münster zu einem weiteren Vergleich an. Die Niederländer waren zum achten Mal Gegner einer deutschen Männermannschaft in einem Zweiländerkampf mit dem allgemeinen leichtathletischen Programm. Die letzte Begegnung lag allerdings bereits elf Jahre zurück. Zwischenzeitlich waren wie gegen Belgien Ländervergleiche mit den Niederlanden durchgeführt worden, an denen mehr als zwei Teilnehmern teilgenommen hatten, zuletzt 1968. Aus all diesen Begegnungen war Deutschland als Sieger hervorgegangen. Auch in Münster gab es mit 131 zu 81 Punkten einen klaren Erfolg für die Bundesrepublik Deutschland.
Die beiden Aufeinandertreffen mit Belgien und den Niederlanden waren die letzten vor den Europameisterschaften im August.

## Leichtathletik-Länderkampf der Männer gegen Großbritannien
Zwei Wochen nach Beendigung der Europameisterschaften traten die Männer im neunten Ländervergleich der Saison 1971 in London zum elften Mal in einem allgemeinen Länderkampf gegen Großbritannien an. Zehn der vorangegangenen Begegnungen waren an Deutschland gegangen, eine an Großbritannien. Auch das letzte Aufeinandertreffen hatte das bundesdeutsche Team 1969 in Hamburg für sich entschieden. In London setzte sich die Bundesrepublik am 28./30. August erneut durch und gewann mit 118 zu 94 Punkten. Auch die Frauen der beiden Nationen trugen ebenfalls in London gleichzeitig einen Länderkampf in getrennter Wertung aus.

## Leichtathletik-Länderkampf der Frauen gegen Großbritannien
Der zehnte Länderkampf des Jahres bestand in der Begegnung der Frauen zwischen Großbritannien und der Bundesrepublik Deutschland. Ausgetragen wurde der Wettkampf am 28./30. August in London parallel zum Ländervergleich der Männer. Elf Mal waren die beiden Frauenteams bereits aufeinander getroffen, sechs Siege hatte es für die Bundesrepublik gegeben, fünf für Großbritannien. Die letzte Begegnung 1969 in Hamburg hatten die Britinnen für sich entschieden. In London siegten mit 81 zu 54 Punkten wieder die bundesdeutschen Frauen und verbesserten die Bilanz damit auf sieben zu fünf.

## Zehnkampf-Länderkampf der Männer gegen die Sowjetunion
Nach den Länderkämpfen der Frauen und Männer gegen Großbritannien standen sowohl für die Männer als auch für die Frauen je zwei Begegnungen unterschiedlicher Form mit der Sowjetunion auf dem Programm. Am 11./12. September traten die Männer in München im elften Vergleich des Jahres zu einem Zehnkampf gegen die UdSSR an. Die Zwischenbilanz mit diesem Gegner lautete nach vier Aufeinandertreffen zwei zu zwei. Beim letzten Mal im Jahr 1970 hatten die sowjetischen Zehnkämpfer in Leningrad die Oberhand behalten. Das war auch nun wieder der Fall. Die bundesdeutschen Athleten mussten in München mit 67.979 zu 68.087 Punkten ihre zweite – sehr knappe – Saisonniederlage hinnehmen.

## Fünfkampf-Länderkampf der Frauen gegen die Sowjetunion
Auch den bundesdeutschen Mehrkämpferinnen erging es im zwölften Ländervergleich 1971 am 11./12. September in München nicht besser als ihren männlichen Kollegen, die ihren Wettkampf parallel austrugen. Beide Begegnungen mit ihren sowjetischen Kontrahentinnen hatten die bundesdeutschen Fünfkämpferinnen bereits verloren, zuletzt war dies im Vorjahr in Leningrad der Fall gewesen. Auch das dritte Aufeinandertreffen endete mit einem Erfolg für die UdSSR. Mit 24.252 zu 24.334 Punkten kam es zur zweiten – allerdings knappen – Saisonniederlage für die bundesdeutschen Frauen. Es blieb die letzte Niederlage der bundesdeutschen Frauen in diesem Jahr.

## Leichtathletik-Länderkampf der Männer gegen die Sowjetunion
Eine Woche nach den Mehrkampf-Begegnungen in München kam es für die Frauen und die Männer in Kiew zu ihren Länderkämpfen mit einem allgemeinen leichtathletischen Programm gegen die Sowjetunion. Als dreizehnten Vergleich dieser Saison trugen die bundesdeutschen Männer am 18./19. September ihr nun drittes Aufeinandertreffen mit der stärksten Leichtathletiknation Europas der vergangenen Jahre aus, die allerdings bei den diesjährigen Europameisterschaften in der Medaillenwertung zum ersten Mal hinter der DDR gelandet war. Nach dem völlig überraschenden bundesdeutschen Sieg in Augsburg 1958 und dem sowjetischen Erfolg 1959 in Moskau lautete die bisherige Bilanz zwischen den beiden Ländern eins zu eins. In Kiew siegten die sowjetischen Leichtathleten mit 114 zu 98 Punkten und übernahmen damit in der Bilanz mit zwei zu eins die Führung. Die bundesdeutschen Männer steckten dabei ihre dritte und letzte Saisonniederlage ein.

## Leichtathletik-Länderkampf der Frauen gegen die Sowjetunion
Parallel mit den Männern fand als vierzehnter Vergleich des Jahres am 18./19. September die Frauenbegegnung zwischen der Bundesrepublik Deutschland und der Sowjetunion statt. Auch die Frauen trafen hier zum dritten Mal auf diesen Gegner. Die bundesdeutschen Leichtathletinnen hatten ihre Aufeinandertreffen 1958 in München und 1959 in Moskau verloren. Hier in Kiew ging es äußerst eng zu und am Ende setzten sich die Leichtathletinnen der Bundesrepublik bei 68 zu 67 Punkten mit einem einzigen Punkt Vorsprung gegen ihre Kontrahentinnen durch. Am zweiten Tag dieses Länderkampfs trug ein in Zweitbesetzung angetretenes bundesdeutsches Frauenteam einen Vergleich mit Dänemark aus.

## Leichtathletik-Länderkampf der Frauen gegen Dänemark
Im fünfzehnten Vergleich 1971 trafen die Frauen am 19. September, also dem Tag, an dem sie auch in Kiew gegen die Sowjetunion kämpften, auf Dänemark. Die Veranstaltung, zu der die bundesdeutschen Leichtathletinnen mit Vertreterinnen aus der zweiten Reihe antraten, fand im dänischen Ort Kongens Lyngby statt. Es war die erste Begegnung dieser beiden Nationen in einem Leichtathletik-Frauenländerkampf. Die bundesdeutschen Sportlerinnen gewannen mit 83 zu 52 Punkten.

## Leichtathletik-Länderkampf der Männer gegen Finnland
Zwei Jahre nach der letzten Begegnung trafen die bundesdeutschen Männer im sechzehnten Vergleich dieser Saison wieder auf Finnland. In der Zwischenbilanz lag die Bundesrepublik Deutschland sechs zu drei vorn, vor zwei Jahren hatte allerdings Finnland gewonnen. Die Begegnung in dieser Saison wurde am 22. September in Wuppertal ausgetragen. Die Bundesrepublik Deutschland siegte mit 112,5 zu 99,5 Punkten.

## Geher-Länderkampf der Männer gegen Großbritannien
Im siebzehnten Ländervergleich trat zum dritten Mal eine Mannschaft aus Großbritannien als Gegner für die bundesdeutschen Männer an. Die erste Auseinandersetzung hatte in einem Marathonlauf bestanden, die zweite in einer Begegnung mit dem allgemeinen leichtathletischen Programm und nun trafen die Geher der beiden Länder aufeinander. Darüber hinaus hatte es auch einen Vergleich der Frauen in einem allgemeinen Länderkampf gegeben. Am 25. September wurde in London nun noch ein Geherwettkampf ausgetragen. Das erste Aufeinandertreffen der Geher dieser beiden Länder in einem Zweiländerkampf hatte im vorletzten Jahr stattgefunden und 1968 hatte es einen Dreiländerkampf der Geher mit britischer und bundesdeutscher Beteiligung gegeben. Beide Male hatte Großbritannien gesiegt. Doch hier in London lagen die Geher aus der Bundesrepublik mit 25 zu neunzehn Punkten zum ersten Mal vor den britischen Vertretern.

## Zehnkampf-Länderkampf der Männer gegen Frankreich und die Schweiz
Im achtzehnten Vergleich 1971 waren zum dritten Mal die Zehnkämpfer an der Reihe. Sie trugen ihren achten Zehnkampf-Länderkampf mit Frankreich und der Schweiz aus. Alle sieben vorangegangenen Begegnungen hatten die bundesdeutschen Athleten für sich entschieden. Das diesjährige Aufeinandertreffen wurde am 9./10. Oktober in Lörrach ausgetragen. Das bundesdeutsche Team siegte diesmal besonders deutlich mit 64 Punkten. Zwischen Frankreich auf Platz zwei (29 Punkte) und der drittplatzierten Schweiz (28 Punkte) ging es dagegen sehr eng zu.

## Geher-Länderkampf der Männer gegen die Schweiz
Der neunzehnte und letzte Vergleich dieser Saison bestand aus einem dritten Geher-Länderkampf. Zum achten Mal trafen sich die Geher aus der Bundesrepublik Deutschland und der Schweiz in einem Zweiländerkampf. Die ersten vier Begegnungen hatte allesamt die Schweiz mit ihren damals starken Gehern gewonnen. Seit 1961 hatte die Bundesrepublik jeweils vorne gelegen. So lautete die Zwischenbilanz vier zu drei für die Schweiz. Zwischenzeitlich hatte es darüber hinaus Begegnungen in einer Dreierkonstellation gegeben mit Frankreich als drittem Teilnehmer, in denen jeweils die bundesdeutschen Geher gesiegt hatten. In diesem Jahr hatte dieses Treffen am 19./20. Juni in der französischen Stadt Vittel bereits stattgefunden. Nun war die Schweizer Stadt Genf Gastgeber des am 10. Oktober ausgetragenen erneuten Zweiländervergleichs. Wie schon beim letzten Mal drei Jahre zuvor stand im Gegensatz zu den sonstigen Austragungen von Geherländerkämpfen mit Wettkämpfen über zwei Distanzen nur ein Wettbewerb auf dem Programm, diesmal ein Straßengehen über 35 Kilometer. Die Bundesrepublik Deutschland gewann deutlich mit sechzehn zu sechs Punkten und gestaltete damit die Bilanz mit den Schweizer Gehern zum ersten Mal ausgeglichen.

## Weblink
- TULOKSET: Maaottelu GFR-FIN, Wuppertal GFR, 22.9.1971, ERGEBNISSE: Länderkampf FIN-GFR, Wuppertal GFR, 22.9.1971 (finnisch), abgerufen am 30. Dezember 2024